# Rue Villebois-Mareuil (Rosny-sous-Bois)
Pour les articles homonymes, voir Rue Villebois-Mareuil.
La rue Villebois-Mareuil est une voie de communication de Rosny-sous-Bois. Elle suit le tracé de la route départementale 30.

## Situation et accès
Cette avenue commence place Émile-Zola, intersection du boulevard Gabriel-Péri et de l'avenue du Président-John-Kennedy.
Elle se termine dans le prolongement de l'avenue Lech-Walesa.

## Origine du nom
Cette rue tient son nom de Georges de Villebois-Mareuil, militaire français.

## Historique
La rue Villebois-Mareuil allait de l'avenue du Président-John-Kennedy au carrefour de la rue des Carrières, de la rue Pasteur et de la rue du Docteur-Seyer (anciennement rue des Jardins).
Dans les années 1980, des travaux menant à la création de l'avenue Lech-Walesa, inaugurée en 1984, entraîneront la destruction de l'ancien bâti résidentiel.

## Bâtiments remarquables et lieux de mémoire
- Ancien cimetière de Rosny-Sous-Bois[1].